# Барейрас
Барейрас (на португалски: Barreiras) е град и община в Източна Бразилия, щат Баия, мезорегион Крайно западна Баия, микрорегион Барейрас. Според Бразилския институт по география и статистика през 2010 г. общината има 137 428 жители.